# Kaws
Kaws (stilizzato KAWS), pseudonimo di Brian Donnelly (Jersey City, 4 novembre 1974), è un artista, designer, pittore, scultore e graffitista statunitense.

## Biografia ed evoluzione artistica
Crescendo nella New York degli anni ottanta, Donnelly è stato influenzato particolarmente dalla cultura di graffiti e skateboard. Già all'età di 12 anni girava Jersey City, Brooklyn e Manhattan con lo skateboard. Da adolescente comincia con i graffiti, coniando il tag KAWS e concentrandosi sul tag bombing. Uscito dalla high school dedica sempre più tempo a questa attività, imbrattando illegalmente treni merci e muri della città. Con il tempo comincia a dedicarsi esclusivamente ai cartelloni pubblicitari, inizialmente solo attraverso il suo tag.
Nel 1996 si diploma alla School of Visual Arts di Manhattan conseguendo un Bachelor of Fine Arts in illustrazione. Terminati gli studi, Donnelly lavora per un breve periodo come illustratore freelance per la Jumbo Pictures, studio d'animazione di proprietà di Walt Disney, collaborando alla realizzazione delle serie animate La carica dei 101 - La serie, Daria e Doug. In questi anni Donnelly sviluppa la figura di un teschio in stile cartoon con due ossa che sporgono dalla testa e due "x" al posto degli occhi. Quest'immagine ha sostituito gradualmente le scritte nei suoi graffiti ed è diventata il suo marchio di fabbrica.
Quando agiva sui poster pubblicitari Donnelly riusciva a unire l'oggetto della pubblicità con ciò che scriveva e disegnava, senza coprire completamente il poster o modificarne il significato. Il suo teschio andava spesso a coprire la faccia del modello della pubblicità e talvolta si estendeva in un corpo serpeggiante che avvolgeva l'immagine di partenza. Donnelly era solito usare per i suoi lavori le pubblicità di moda, specialmente quelle di Calvin Klein e Guess. La sua arte risultava ambigua e accattivante e i suoi poster, disposti per tutta New York, divennero sempre più popolari nella città. Viaggiando, Donnelly ha poi portato i suoi graffiti a Tokyo, Londra e Parigi.
Nel 1997 fa il suo primo viaggio in Giappone, dove conosce i migliori giovani designer del posto come Nigo di A Bathing Ape, Shinsuke Takizawa di Neighbourhood, Hikaru Iwanaga di Bounty Hunter e Yoshifumi Egawa di Hectic. Qui nel 1999 Donnelly crea il suo primo giocattolo in vinile, il Companion, prodotto da Hectic e fabbricato da Bounty Hunter. Il design del Companion riprende quello del Topolino di Walt Disney la cui testa è rimpiazzata dal teschio di Donnelly. La action figure è stata realizzata in tre colorazioni per 500 copie ciascuna. Nel 2001 Donnelly tiene a Tokyo la sua prima mostra d'arte, che includeva una serie di dipinti, chiamata The Kimpsons, raffiguranti i protagonisti della rinomata serie animata I Simpson nello stile dell'artista. Lo stesso anno ha avuto modo di conoscere personalmente e collaborare con i designer giapponesi Jun Takahashi e Nigo e i loro brand di spessore, Undercover e A Bathing Ape. Sempre nel 2001 collabora con il brand newyorkese Supreme realizzando un paio di illustrazioni per i loro skateboard.

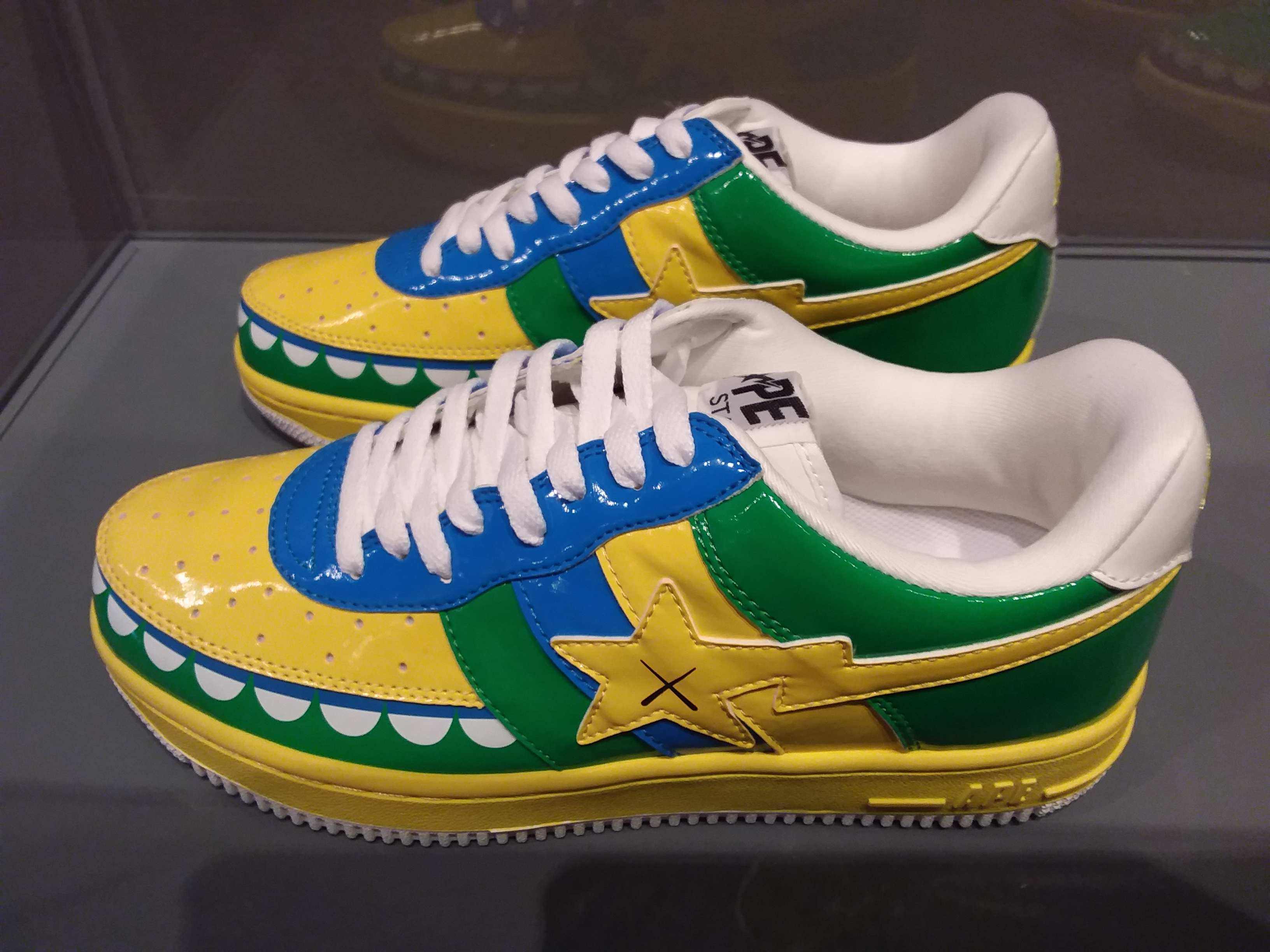
Un paio di BAPE STA realizzate in collaborazione con A Bathing Ape

Nel 2002 lancia due nuovi giocattoli in vinile, Chum e Accomplice. Il personaggio Chum, che era già apparso nei suoi graffiti e dipinti, si ispirava all'omino Michelin, riprendendone anche le pose, ma sostituendo la sua testa con il teschio di Donnelly. L'Accomplice era stato invece creato da zero. Entrambi furono prodotti in molteplici colorazioni. Lo stesso anno realizza insieme all'azienda di giocattoli giapponese Medicom Toy un Bearbrick in stile Companion. Nel 2004 produce un nuovo Companion, modificandone leggermente il design per renderlo più robusto e proporzionalmente più corretto. Tra il 2005 e il 2006 collabora con A Bathing Ape alla realizzazione di magliette, felpe, scarpe, pattern e il giocattolo della mascotte dell'azienda, Baby Milo, realizzato in stile Kaws.
Nel 2006 insieme a Medicom Toy fonda il brand e la boutique OriginalFake a Tokyo. All'interno del negozio di Aoyama, progettato dall'architetto d'interni Masamichi Katayama, vi era un'imponente statua alta 3 metri di un Companion con metà corpo sezionato in modo da mostrarne gli organi interni e l'anatomia. La stessa figura è stata realizzata come giocattolo in vinile in diverse colorazioni e versioni, diventando uno dei design più popolari di Donnelly. Tra il 2006 e il 2013, anno di chiusura di OriginalFake, Donnelly ha realizzato numerosi design per le magliette del brand e altrettanti giocattoli e statuette di varia altezza: tra quelli ispirati a Dart Fener e gli Stormtroopers di Guerre stellari, a Titti della Warner Bros., al Grillo Parlante e Pinocchio della Disney, allo Stay Puft Marshmallow Man di Ghostbusters - Acchiappafantasmi e ad Atom di Astro Boy e il Companion in stile robotico in collaborazione con l'illustratore Hajime Sorayama. Separatamente, nel 2009, collabora con Undercover alla creazione di un giocattolo dell'orso mascotte del brand includendo nel design il suo Companion.
Nel campo della musica aveva già realizzato copertine per gli album di artisti come Towa Tei e Cherie, ma la svolta in questo campo è avvenuta nel 2008, quando realizza la copertina e i poster dell'edizione speciale dell'album 808s & Heartbreak del celebre rapper Kanye West. Nel 2009 ha realizzato la copertina ufficiale dell'album Til the Casket Drops del gruppo hip hop Clipse. Negli stessi anni collabora alla realizzazione di calzature con numerose aziende, come Vans, Marc Jacobs, Visvim, A Bathing Ape e Nike (Air Force 1 e Air Max 90s). Durante questo periodo realizza anche illustrazioni per le magliette di brand come Supreme e Comme des Garçons e per le copertine di riviste come New York, Complex e i-D.
Dal 2008 cominciano a diventare sempre più frequenti e rilevanti le esibizioni e mostre di Donnelly negli Stati Uniti, dove è solito esibire dipinti e sculture di larga scala. Contemporaneamente dà vita a nuove serie di dipinti, come Kurfs, ispirata ai Puffi (in inglese The Smurfs), e KAWSBob, ispirata a Spongebob, e ripropone la già nota The Kimpsons.
Nel 2012, in occasione della Macy's Thanksgiving Day Parade, il Companion è stato reso un gonfiabile di 12 metri per essere esibito durante la sfilata. Nel 2013, in occasione degli MTV Video Music Awards, tenuti per la prima volta a Brooklyn, l'artista ha ridisegnato il celebre premio trasformando il Moonman di MTV in uno dei suoi personaggi vestito da astronauta. Il modellino 3D è stato anche utilizzato per creare un gonfiabile di 18 metri posto nel luogo dell'evento.
Nel 2016 collabora con la catena di negozi Uniqlo, di cui Nigo era direttore creativo, alla realizzazione di magliette disegnate da lui che avrebbero fatto parte delle collezioni dell'azienda. Tramite questa collaborazione, che dura ancora oggi, Donnelly ha dato vita alle rivisitazioni dei personaggi dei Peanuts e di Sesame Street nel suo stile, ispirando magliette, peluche e sculture. Grande successo ha avuto il Companion in stile Muppet, chiamato BFF, che è stato protagonista della collaborazione con Dior del 2018 e del 2019.
Nel 2017 Nike crea una Air Jordan 4 in collaborazione con Donnelly. La sneaker è unica nel suo genere in quanto realizzata in pelle scamosciata grigia, e presenta le due "x" caratteristiche delle opere dell'artista. Proprio per la sua estetica è ritenuta una delle migliori collaborazioni del modello.
Già dagli anni duemila Donnelly è solito installare sculture e gonfiabili di larga scala in occasione di eventi e mostre in tutto il mondo. Nel 2018 collabora con l'azienda di Hong Kong AllRightsReserved al progetto KAWS:HOLIDAY realizzando una scultura gonfiabile di circa 40 metri del Companion, apparso a luglio galleggiando sul lago Seokchon di Seul. Lo stesso gonfiabile è apparso a gennaio 2019 seduto davanti al Chiang Kai-shek Memorial Hall di Taipei, a marzo 2019 sulle acque del Victoria Harbour di Hong Kong, ad aprile 2019 sulle spiagge di Virginia Beach negli Stati Uniti, a luglio 2019 sdraiato davanti al monte Fuji in Giappone e a novembre 2021 sul campo da calcio The Float @ Marina Bay a Singapore.
Il 1º aprile 2019 a Hong Kong è stato venduto il suo dipinto del 2005 The Kaws Album per circa 14 milioni di euro, cifra record per l'artista. Il dipinto riprendeva la copertina dell'album The Yellow Album de I Simpson che era a sua volta una parodia dell'album Sgt. Pepper's Lonely Hearts Club Band dei Beatles.
A marzo 2023 è stato annunciato da Nigo che Donnelly sarebbe diventato consulente del suo brand Human Made.

## Galleria d'immagini

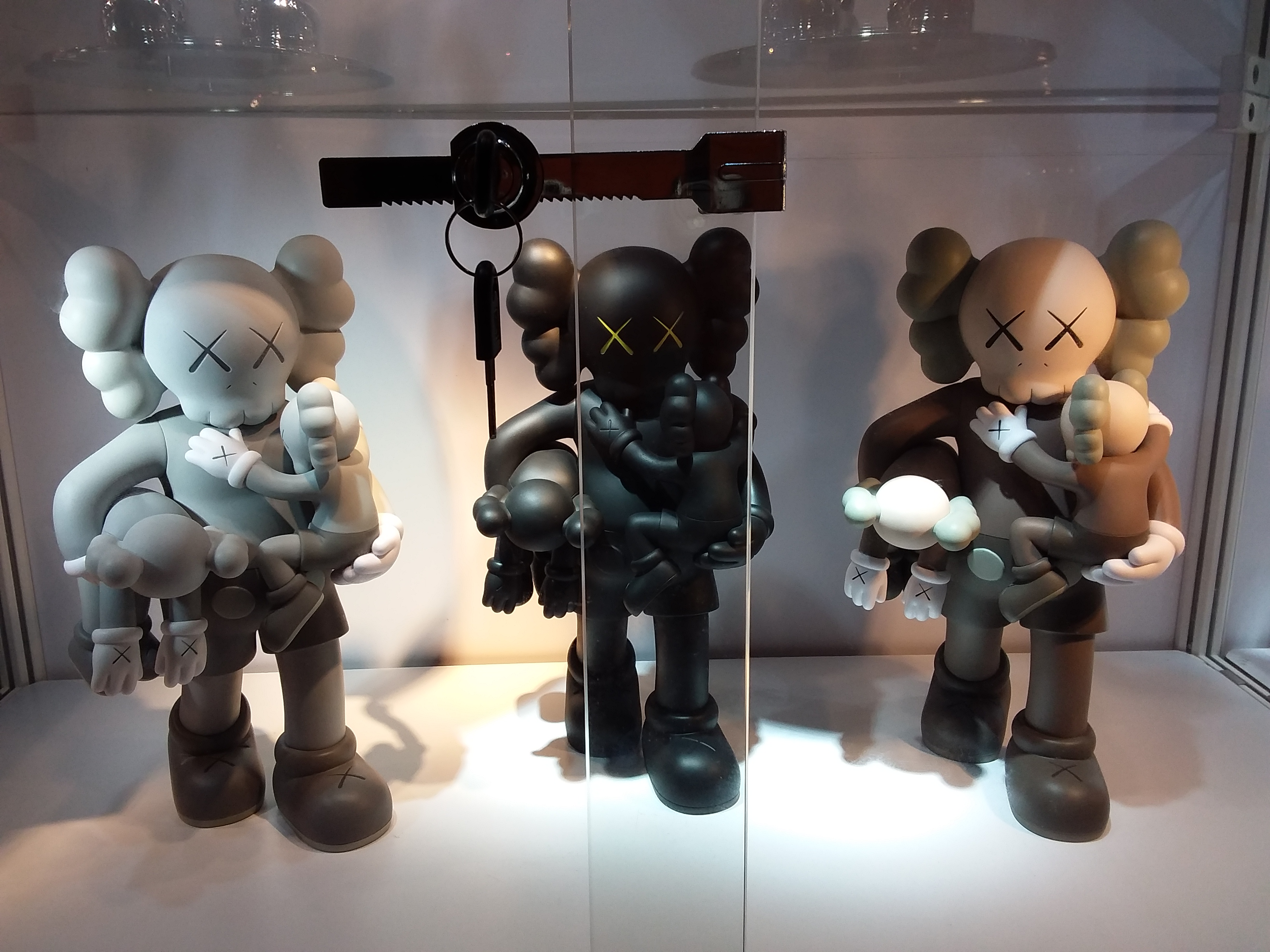
Clean Slate (2019), Grand Hyatt Hotel, Hong Kong
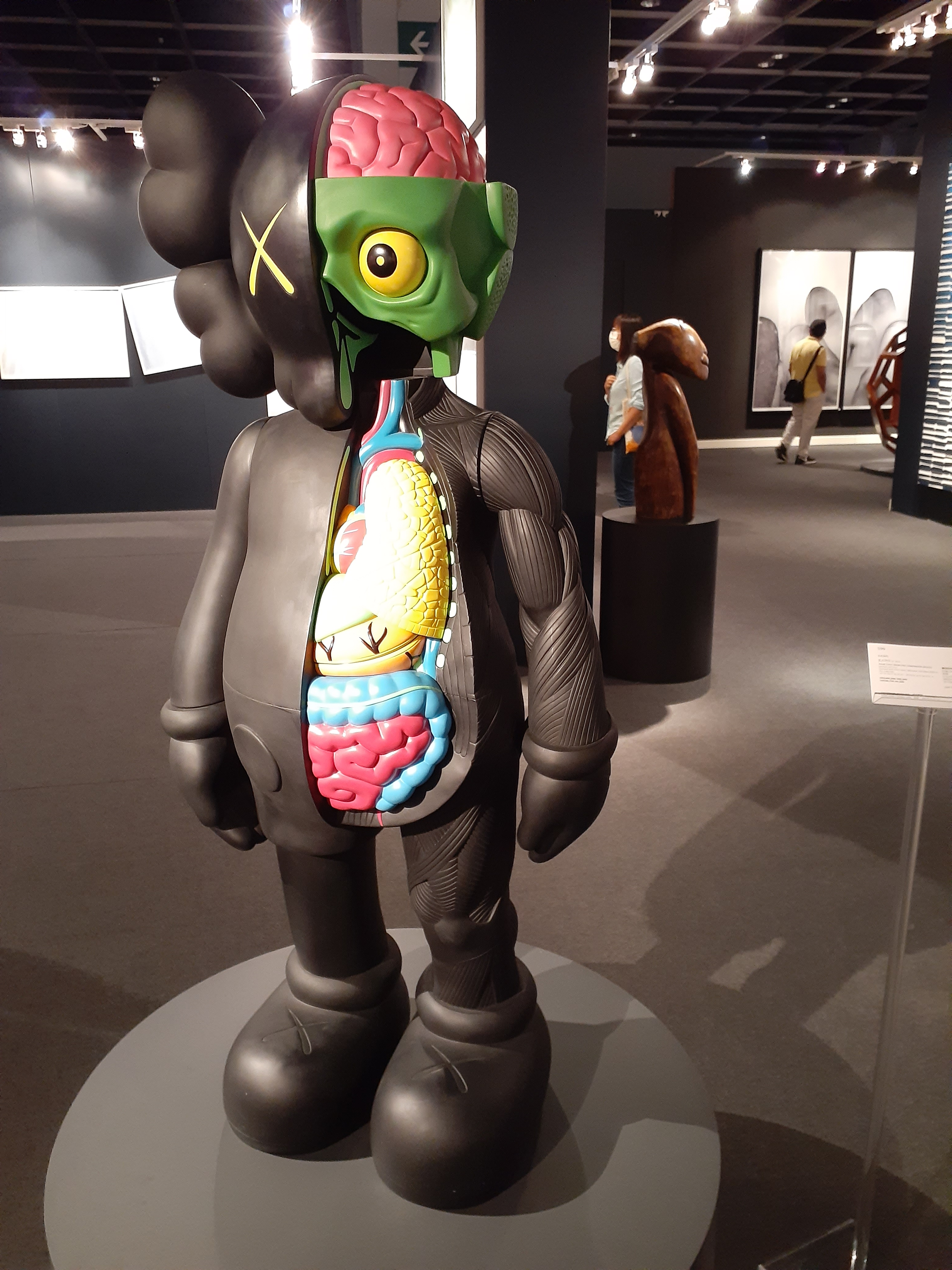
OriginalFake Companion (2020), Sotheby's, Hong Kong
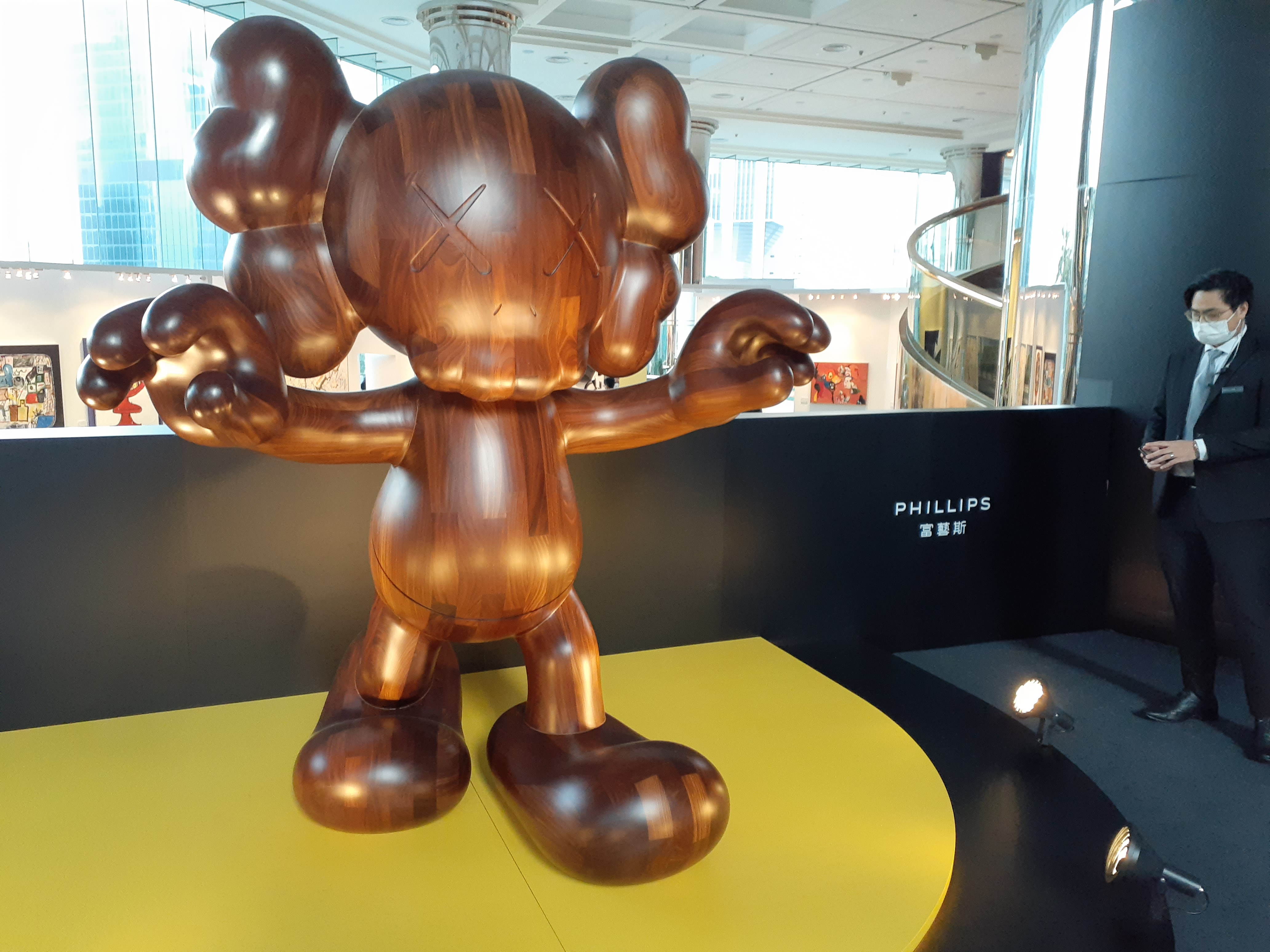
Final Days (2021), JW Marriott Hotel, Hong Kong